# Patty Cannon

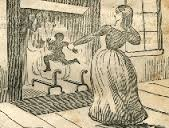
Illustration som visar Patty Cannon som håller ett färgat barn i en eldstad.

Patty Cannon, född mellan 1759 och 1769, död 11 maj 1829 i Georgetown, Delaware, var en amerikansk slavhandlare och slavfångare. Hon var tillsammans med Joe Johnsson ledare för Maryland–Delawares Cannon–Johnson Gang, som under åtminstone ett årtionde fångade förrymda slavar och kidnappade fria svarta och färgade i Nordstaterna och därefter sålde dem som slavar i Sydstaterna. 
Hon arresterades år 1829 för mord sedan de döda kropparna efter fyra svarta personer, däribland tre barn, återfunnits på hennes egendom. Hon erkände sig skyldig till två dussin mord och begick självmord i fängelset före sin avrättning. Patty Cannon har sedan sin död varit föremål för omfattande mytbildning och ofta porträtterats inom fiktion. 